# Setting (Einheit)
Setting war ein dänisches Volumenmaß.
- 1 Setting = 11/2 Notting = 2 Fjerdingkar = 4 Åttinger = 9 Potter = 8,71 Liter

Die Maßkette war 
- 1 Tønne = 4 Kvarter (Fjerdinger) = 8 Skjepper = 16 Settinger = 32 Fjerdingkar = 64 Åttinger = 144 Potter = 576 Peler = 138,96 Liter